# Ben Offereins

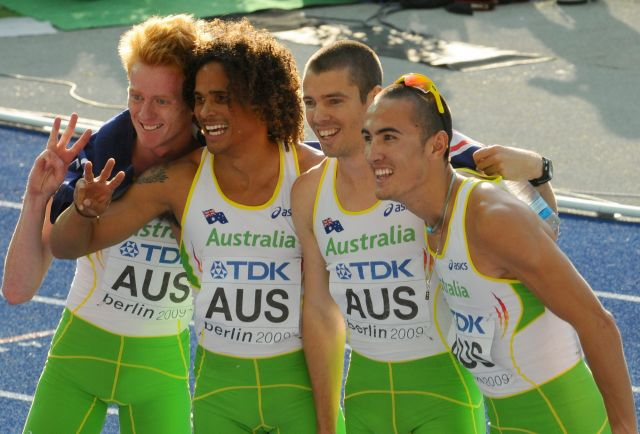
Ben Offereins (deuxième en partant de la droite) lors des Championnats du monde 2009

Ben Offereins (né le 12 mars 1986 à Sydney) est un athlète australien spécialiste du 400 mètres.
Son meilleur temps sur 400 m est de 45 s 69, obtenu à Gold Coast le 26 juin 2009. Il remporte la médaille de bronze du relais 4 × 400 m lors des Championnats du monde de Berlin aux côtés de John Steffensen, Tristan Thomas et 
Sean Wroe, en 3 min 00 s 90.